# Lebanon (hrabstwo Dodge)
Lebanon – miasto w Stanach Zjednoczonych, w stanie Wisconsin, w hrabstwie Dodge.